# Мімоза
Мімо́за (Mimosa) — рід рослин з підродини мімозових (Mimosoideae), родини бобових (Fabaceae). Складається з близько від 300 до 450 видів трав і чагарників. Родова назва утворена від грец. μιμος («актор», «мім») і латинського суфіксу –osa (що означає схожість, подібність) — з огляду на незвичайну властивість його листя. Рід Мімоза представлений деревами, кущами та трав'янистими рослинами. Мімозу часто висаджують на передньому плані у квіткових композиціях, тому що її ніжні суцвіття виглядають дуже ефектно на тлі інших квітучих рослин (на світлішому тлі рослина виглядає найкраще). У квіток мімози пилок належить до сильних алергенів.
У роду є два види, варті уваги. Одним з них є Mimosa Pudica — мімоза соромлива, називається так через те, що її листя при найменшому механічному впливі(дотику) складаються у трубочку вздовж центральної жилки,також листя складається вночі(під впливом температури). Головчасті або колосоподібні суцвіття. Якщо на квітку часто чинити вплив, вона послабшає і може загинути. Квітки дрібні мають вигляд круглих, пухнастих суцвіть (діаметром 2 сантиметри), рожевого чи фіолетового кольору. Цвіте цей вид з останніх днів весни та до перших осінніх тижнів. Висота куща може сягати 150 див, але зазвичай нижче. Також як захист, цей вид використовує отруйні речовини, наприклад при сильному вітрі кущ гойдається, що може стати причиною травмування кореня, відповідно на цей подразник рослина реагує виділяючи отруйні речовини, що можуть сильно нашкодити тваринам.
Насіння можна купити чи зібрати з вже ростучої мімози. Для того щоб на домашньому кущі появилось насіння, його слід самостійно запилити за допомогою пилку з "тичинок" одної квітки на маточки іншої. На запилених квітах, після цвітіння формується стручок з насінням. Коли стручок дозріє і підсохне його знімають і до весни тримають в паперовому конверті (зібрані стручки слід тримати в холодильнику до весни). Насіння сіється весною, в березні, насіння має тверду оболонку, тому спочатку на ній слід зробити надріз лезом, перед висівом насіння слід замочити на (30–60 хв) у гарячій воді, щоб вони набухли.
Вид походить з південної частини Центральної і Південної Америки, але широко культивується в інших тропічних і субтропічних  місцевостях, таких як: Північна Австралія, Африка та Гаваї. Через свою цікаву особливість вирощується як кімнатна рослина в районах з помірним кліматом, на відкритому повітрі й у тропіках. Вирощування у відкритому ґрунті призвело до того, що вона поширилась як бур'ян у деяких регіонах, зокрема на Гаваях.
Інший вид Mimosa tenuiflora — багаторічне, вічнозелене дерево або кущ, родом з північно-східної частини Бразилії. Цей вид є дуже хорошим джерелом деревини, добре підходить для виготовлення стовпів, деревина захищена від гниття вмістом таніну(16%). Mimosa tenuiflora цінується за свою здатність відновлювати пошкоджений шкірний епідерміс, у медицині її використовували ще 1000 років тому. Кору використовували, як засіб від кровотечі та антисептик, зараз її використовують як дуже ефективний засіб для лікування опіків чи інших шкірних пошкоджень. Кора дерева ліпідами, сапонінами, глюкоізидами, стеролами, стероїдами, дубильними речовинами, низкою різних полісахаридів, а також алкалоїдами, зокрема диметилтриптаміну. Рослина відома у зв'язку з її використанням у шаманському зіллі аяхуаска завдяки вмісту психоделічного наркотику диметилтриптаміну, знайденого в корі її коренів.
Екстракт кори, окрім лікування шкіри, використовують для лікування волосся, що старіє.

## Вирощування
Цвітіння куща виявляється лише на весні, а закінчується в останні літні тижні. Кімнатній мімозі необхідна велика кількість яскравого світла (пряме сонячне проміння їй зовсім не шкодить), для цієї рослини ідеально підходить підвіконня південної орієнтації (можна поставити і на східному і на західному вікнах), але опівдні, коли активність сонячних променів найвища, все-таки рекомендується забрати рослину на 2–3 години у тінь (інакше на поверхні листків можуть утворитися опіки), також це стосується щойно придбаної рослини, чи тої що тривалий час перебувала у похмурій місцевості, тобто слід повільно привчати мімозу до яскравого світла. У теплий період (березня по жовтень) квітці слід забезпечити помірну температуру повітря (20–24 градуси). У зимовий період у кімнаті має бути близько (18 ти градусів), але не холодніше (15 градусів).
Воду призначену для поливу слід спочатку (протягом 12–24 годин) відстояти. Субстрат зволожують як тільки присохне його верхній шар, причому в зимові місяці полив має бути помірніший аніж у теплі пори року (рясний), на мімозі негативно позначиться, як пересушування земляної грудки, так і застій рідини в кореневій системі (особливо взимку).
Для того щоб дана культура добре росла і розвивалась, її слід зволожувати водою не рідше одного разу вдень (відстояною водою), також для підвищення вологості повітря місткість із квіткою можна встановити на піддон, що добре заповнений вологим керамзитом або галькою, але слідкувати потрібно щоб з горщика не стікала вода.
Підживлюють мімозу лише влітку, для цього субстрат 1 раз на 2 тижні вносять розчин мінерального комплексу добрива, при цьому використовуване дозування має бути удвічі менше ніж зазначено у інструкції виробника.
Переважно, у домашніх умовах мімозу культивують як однорічну рослину, однак за бажанням можна провести обрізку пагонів, що надмірно витягнулися, це допоможе продовжити життя рослині до 2-х років. У перший рік зростання на кущі мімози після цвітіння появляється насіння, відповідно її можна розмножувати щороку. Висів насіння проводять у першій половині весни, після появи не великих сіянців слід перемістити у  не великі горщики (діаметром 70 мм).
При поганому догляді чи в невідповідних умовах утримання з мімозою можуть виникнути такі проблеми як: 1)Облітання листя (через нерегулярне змочування ґрунту у горщику), 2) Жовтіння листя (через застій рідини у коренях), 3) Витягування пагонів (при нестачі світла пагони витягуються та млявіють), 4) Відсутність цвітіння (через низьку температуру в приміщені або недостатню освітленість), 5) Шкідники (найчастіше на рослині поселяється павутинний кліщ чи попелиця).

## Таксономія
Таксономія роду Mimosa мала складну історію, були періоди розділення й об'єднання, в підсумку вона об'єднує понад 3000 назв, багато з яких були синонімами до інших видів, або були віднесені до інших родів. Частково завдяки цим змінам назва «Мімоза» застосовується також до ряду інших споріднених видів зі схожими перистими або двічі перистими листками, які нині віднесені до інших родів, найчастіше це Albizia julibrissin (альбіція ленкоранська) і Acacia dealbata (австралійська акація).

## Опис
Представники цього роду є одними з небагатьох рослин, здатних до швидкого руху; прикладами за межами роду Mimosa є десмодіум та венерина мухоловка. Листя рослини швидко складається від дотику. Деякі мімози підіймають своє листя вдень і опускають його уночі. Експерименти, проведені Jacques d'Ortous de Mairan на мімозах у 1729 році, надали перші докази існування біологічного годинника.
Рід Mimosa можна відрізнити від великих споріднених родів Acacia і Albizia (Акація, Альбіція) завдяки тому, що її квіти мають 10 або менше тичинок. З погляду ботаніки те, що здається однією кулястою квіткою, насправді є скупченням багатьох маленьких квіток. Мімоза містить деяку кількість гептанової кислоти.

## Види
Є близько 400 видів, включно з:
- Mimosa aculeaticarpa Ortega

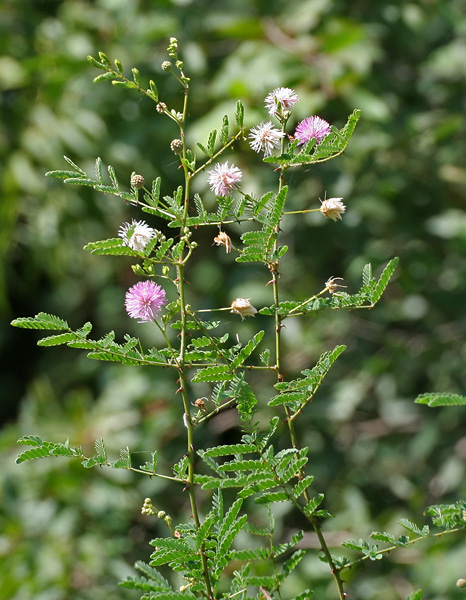
Mimosa hamanta у Хайдарабаді, Індія

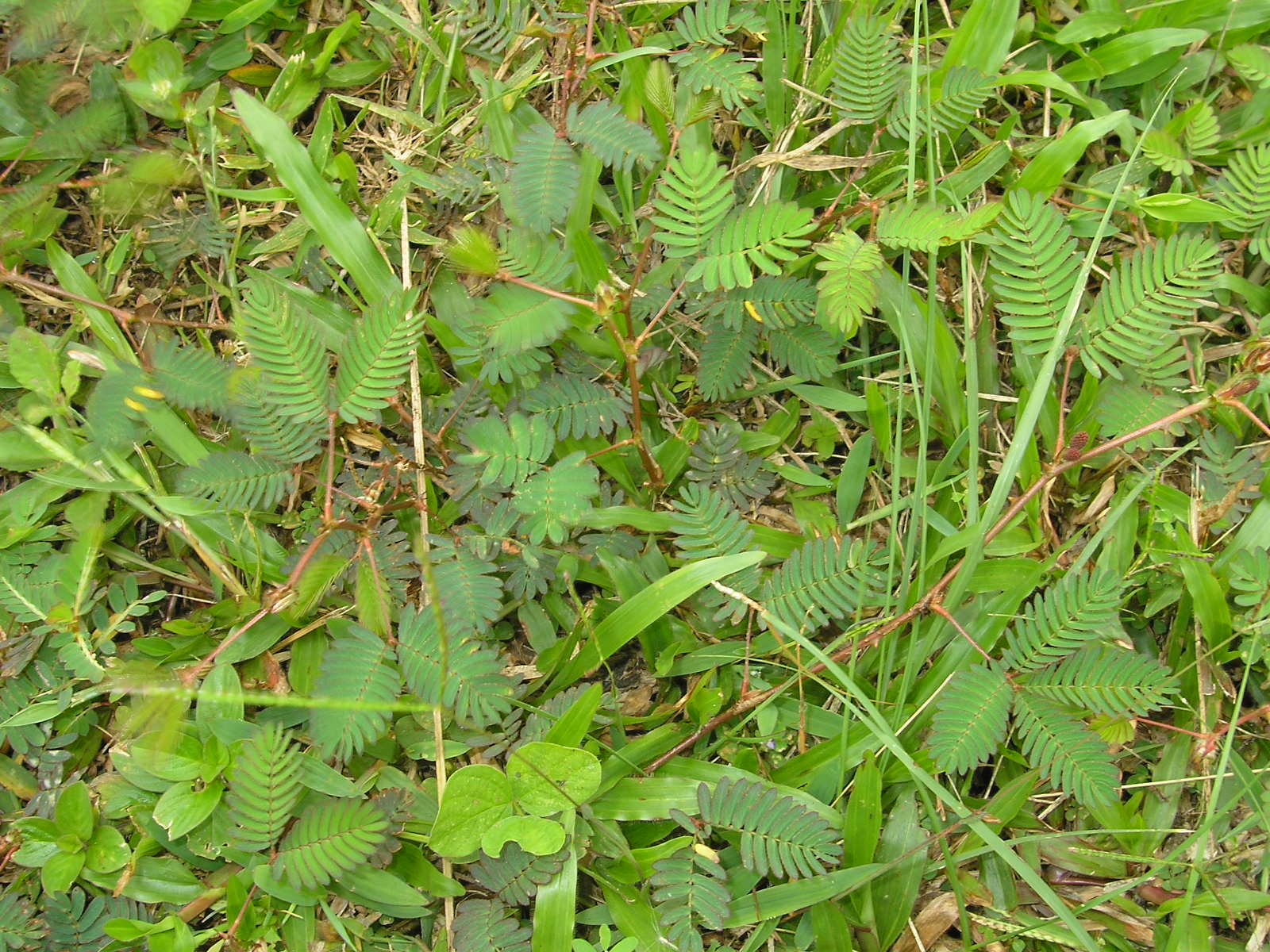
Мімоза до дотику

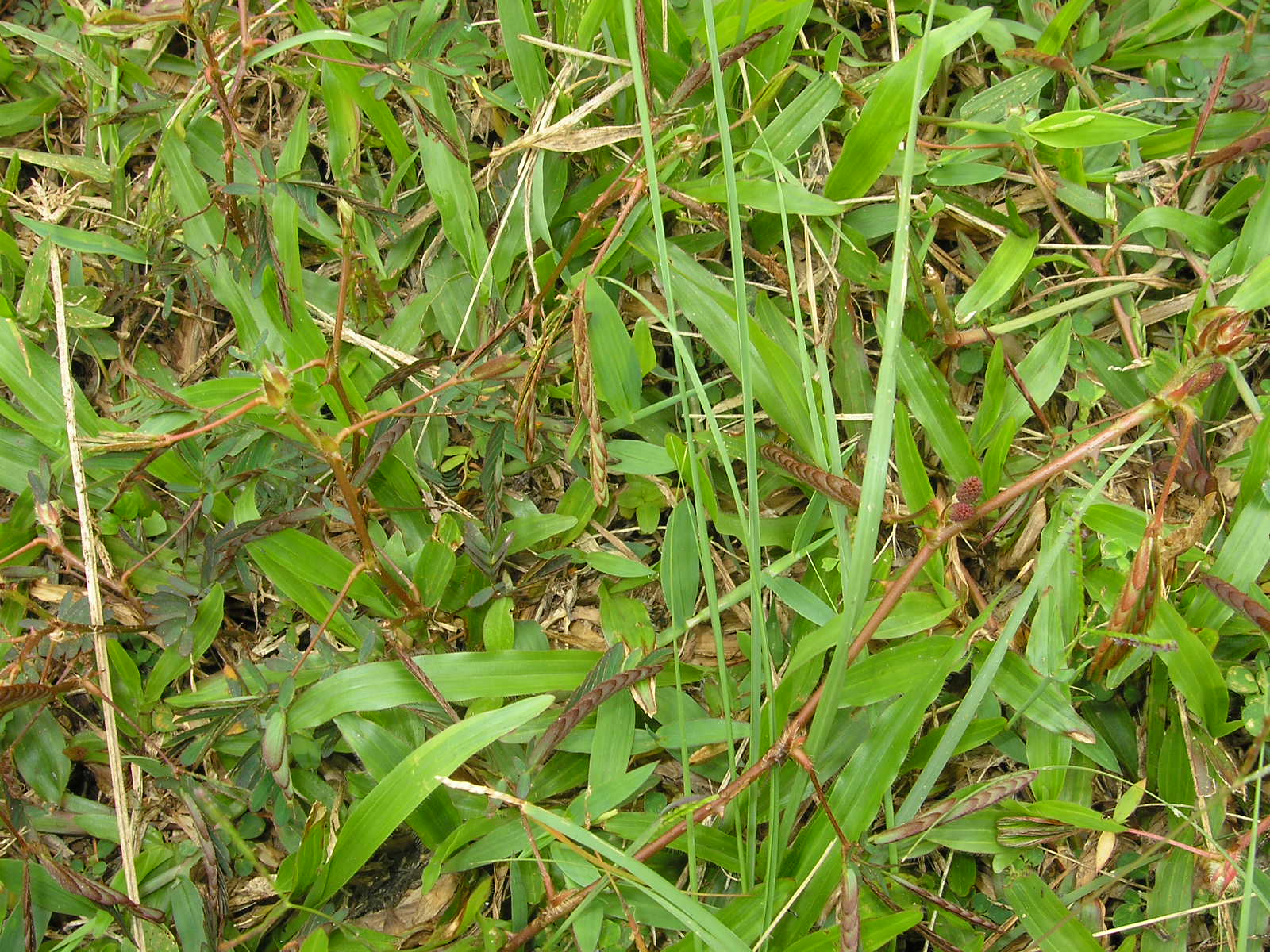
Мімоза зі складеним листям відразу після дотику

  - Mimosa aculeaticarpa var. biuncifera Ortega
- Mimosa Arenosa (Willd.)Poir.
- Mimosa asperata L.
- Mimosa Borealis Grey
- Mimosa Casta L.
- Mimosa Ceratonia L.
- Mimosa diplotricha C.Wright ex Sauvalle
- Mimosa dysocarpa Benth.
  - Mimosa dysocarpa var. dysocarpa Benth.
- Mimosa emoryana Benth.
- Mimosa grahamii Grey
  - Mimosa grahamii var. grahamii Grey
- Mimosa Hostilis[pt]
- Mimosa hystricina (Small ex Britt. et Rose) B.L.Turner
- Mimosa latidens (Small) B.L. Turner
- Mimosa laxiflora Benth.
- Mimosa malacophylla Gray
- Mimosa microphylla Dry.
- Mimosa nuttallii (DC.) B.L. Turner
- Mimosa pellita Kunth ex Willd.
- Mimosa pigra L. -мімоза лінива, вічнозелений багаторічник. Особливість виду у тому що її пагони (що ростуть вертикально вгору) пофарбовані в зелений колір. У середньому висота куща досягає 50 сантиметрів. Цвітіння пишне та ефектне, сніжно-білі суцвіття кулястої форми зібрані у верхній частині рослини у своєрідну "шапку". Листя своїми зазубринами ззовні нагадує листя папороті. Цей вид підходить для вирощування у квартирі та сад[10]у.
  - Mimosa pigra var. pigra L.
- Mimosa pudica L. — La sensitive
- Mimosa quadrivalvis L.
  - Mimosa quadrivalvis var. hystricina (Small) Barneby
- Mimosa roemeriana Scheele
- Mimosa rubicaulis Lam.
- Mimosa rupertiana B.L. Turner
- Mimosa scabrella Benth. -Мімоза шорстка, представники цього виду бувають і деревами і кущами, культивується як в домашніх умовах, так і в оранжереях, при цьому, в залежності де кущ росте буде залежати його розмір (величина). Родом цей вид з теплих регіонів Центральної та Південної Америки, у зв'язку з цим він не може культивуватись у відкритому ґрунті у середніх широтах. На поверхні коричневих пагонів ділянки можуть бути пофарбовані  у більш-менш темні відтінки. Зелене листя має не велику величину, жовті суцвіття мають форму кулі, коли кущ відцвітає на ньому утворюються не дуже великі плоди з щільним насінням усередині. Ця теплолюбна рослина погано реагує на низьку чи зниження температури (навіть на легкий протяг), холод може призвести до загибелі мімози. Вид потребує помірного поливу, також не можна допускати довгого впливу не неї сонячних променів[11].
- Mimosa schomburgkii Benth.
- Mimosa somnians
- Mimosa strigillosa Torr. et Gray
- Mimosa tenuiflora (Willd.)Poir. (= Mimosa Hostilis)
- Mimosa texana (Gray) Small
- Mimosa turneri Barneby
- Mimosa verrucosa Benth.

## Казус

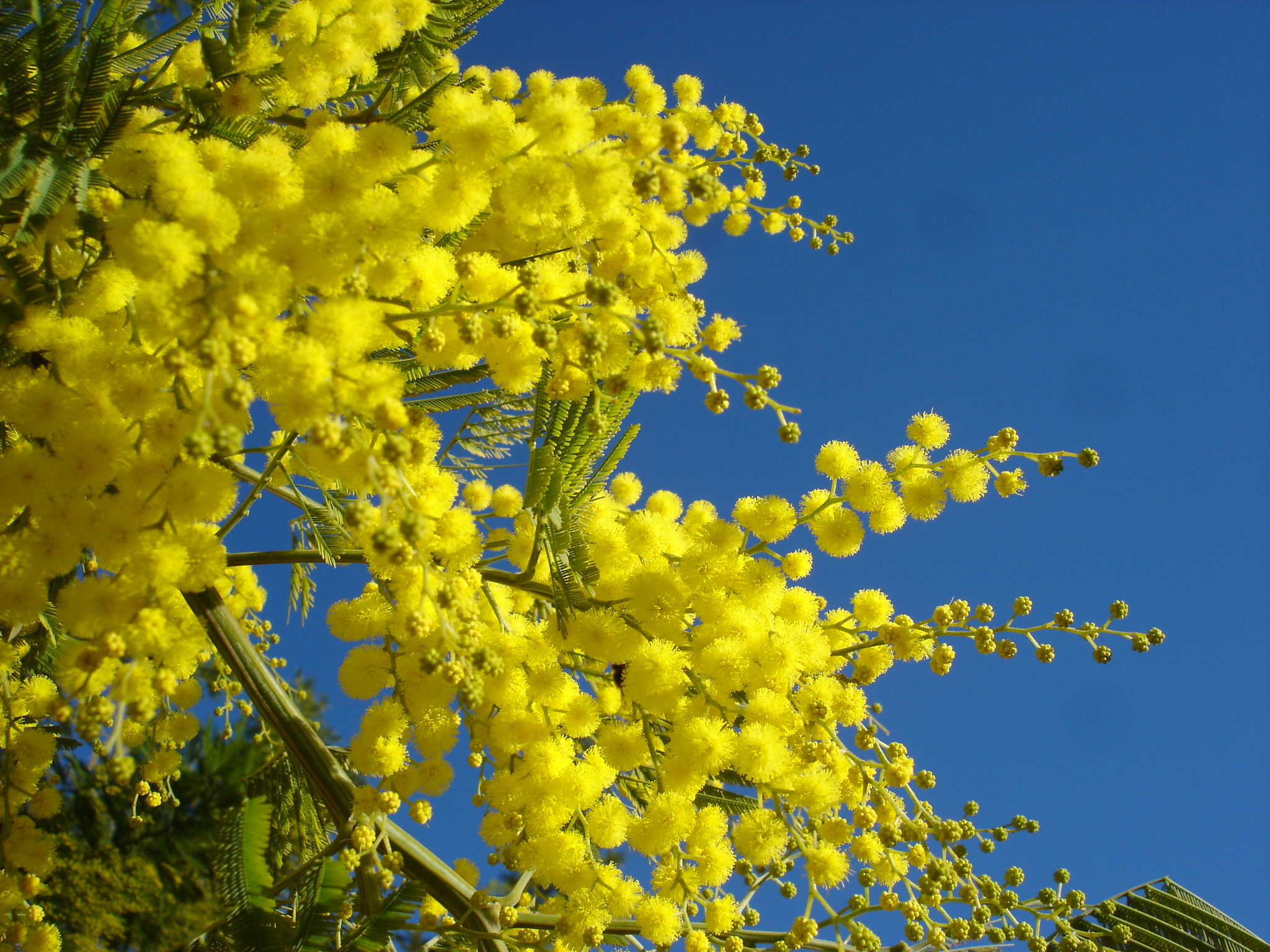

У Радянському Союзі мімозою називали акацію сріблясту — жовту квітку, яку дарували на 8 Березня. Цей вид є вічнозеленим деревом, цвіте пишно. 